# تويوفومي وساكانو
تويوفومي وساكانو (باليابانية: 阪野 豊史) (4 يونيو 1990 في ميساتو في اليابان – )؛ هو لاعب كرة قدم ياباني سابق كان يلعب كمهاجم.

## وصلات خارجية
- تويوفومي وساكانو على موقع رابطة كرة القدم اليابانية للمحترفين (اليابانية)
- تويوفومي وساكانو على موقع قاعدة بيانات كرة القدم.إي يو (الإنجليزية)
- تويوفومي وساكانو على موقع Soccerway.com (الإنجليزية)
- تويوفومي وساكانو على موقع عالم كرة القدم.نت (الإنجليزية)